# La Ciénega, Puebla
La Ciénega är en ort i Mexiko.   Den ligger i kommunen Xiutetelco och delstaten Puebla, i den sydöstra delen av landet, 190 km öster om huvudstaden Mexico City. La Ciénega ligger 2 156 meter över havet och antalet invånare är 135.
Terrängen runt La Ciénega är bergig. Runt La Ciénega är det ganska tätbefolkat, med 149 invånare per kvadratkilometer. Närmaste större samhälle är Teziutlan, 7,2 km norr om La Ciénega. I omgivningarna runt La Ciénega växer huvudsakligen savannskog.